# Лосєве
Ло́сєве — пасажирська залізнична станція Харківського залізничного вузла Харківської дирекції Південної залізниці Куп'янського напрямку. Розташована в Індустріальному районі міста Харкова (місцевість ХТЗ).

## Історія
Станція відкрита у 1895 році, під час будівництва Харково-Балашовської залізниці.
20 грудня 1971 року перший тестовий приміський електропоїзд пройшов електрифікованою дільницею Харків-Балашовський (нині — Харків-Слобідський) — Лосєве — Гракове.
5 січня 1972 року відкритий регулярний рух приміських електропоїздів у Чугуївському напрямку від Балашовського (Слобідського) вокзалу до станції Гракове через станції Лосєве, Рогань, Мохнач.
У 1972 році проведена реконструкція і побудовані високі платформи.
У 1978 році платформи станції Лосєве були перенесені ближче до виходів станції  «Тракторний завод», після відкриття якої частина приміських електропоїздів почала обслуговувати пасажирів у сполученні Лосєве — Гракове.
У 2002 році відбулась капітальна реконструкція станції Лосєве.

## Колійний розвиток
Станція складається з двох посадкових платформ, а також відстійника для електропоїздів Граківського напрямку (2 колії), що розташований за 300 м від вокзалу.

## Пасажирське сполучення
До 24 лютого 2022 року до цієї станції курсували приміські електропоїзди ЕР2, ЕР2Р, ЕР2Т до станцій Гракове та Занки. Наразі рух по станції тимчасово припинений.
Громадський транспорт:
Зі станції Лосєве є можливість здійснити пересадки на:
- трамвайні маршрути № 23, 26.
- станцію  «Тракторний завод».

## Галерея

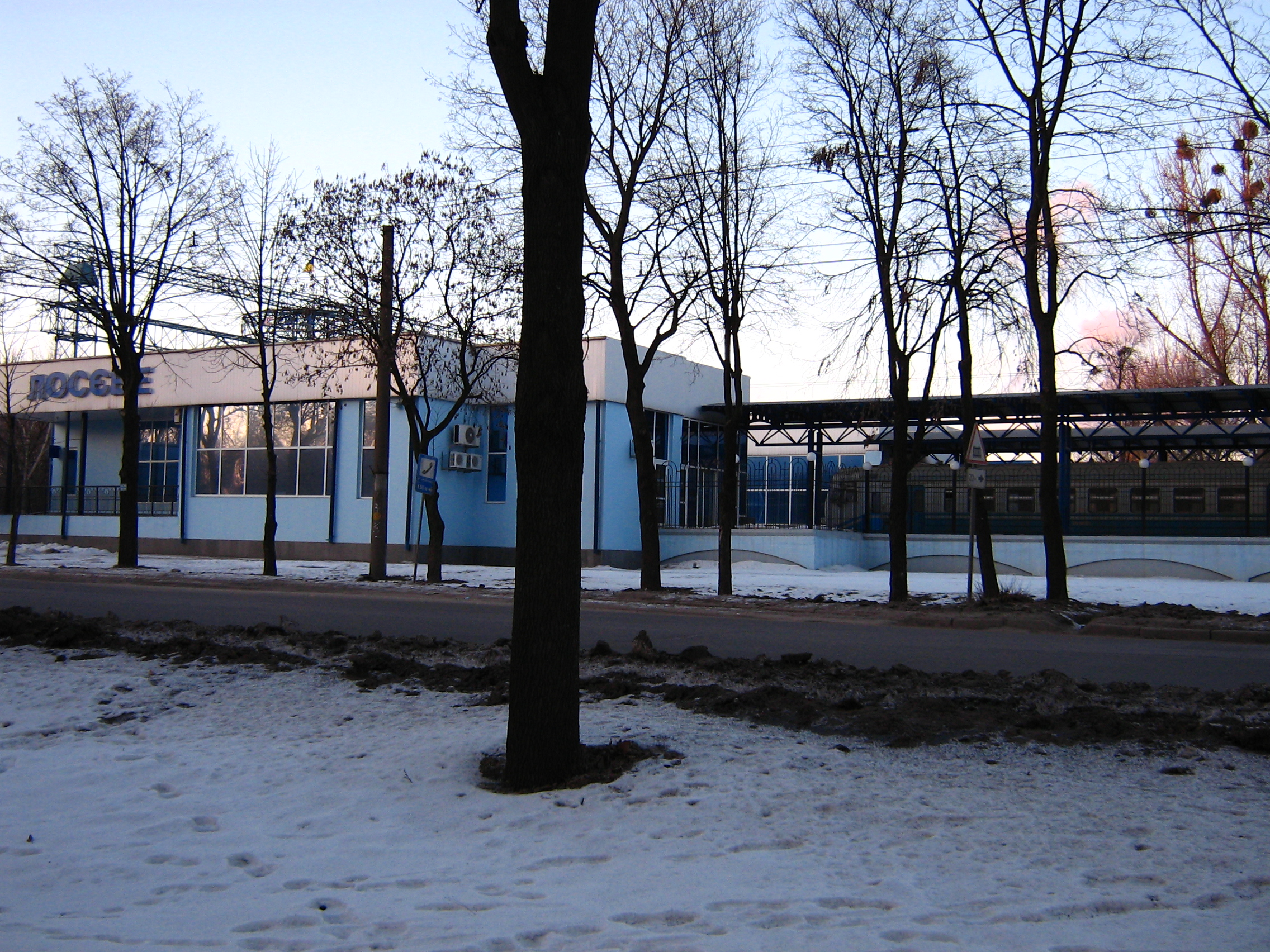
Вокзал станції Лосєве
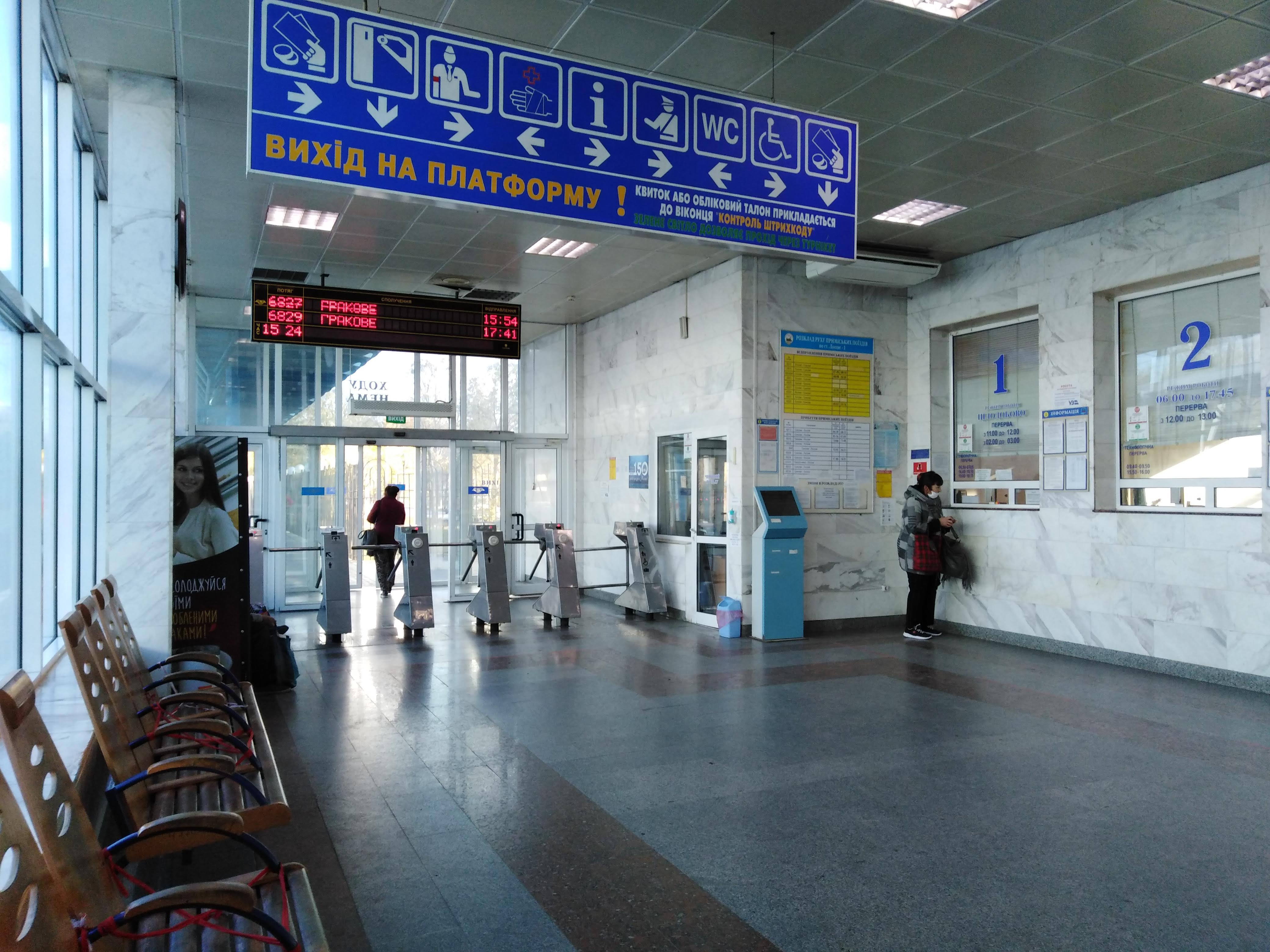
Касовий зал та вихід на платформу
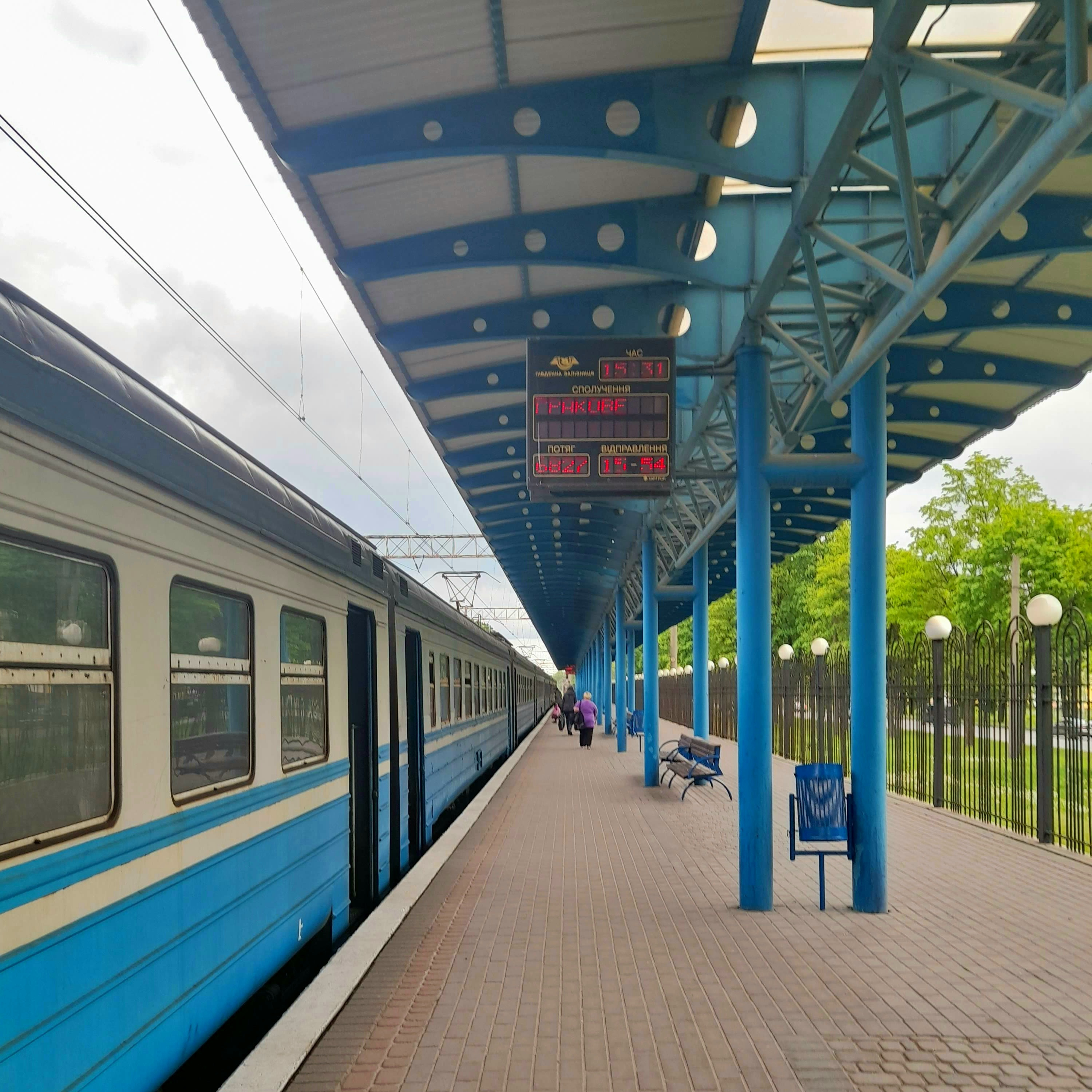
Платформа станції